# Синий, белый и идеальный
«Синий, белый и идеальный» (англ. Blue, White and Perfect) — детективный фильм нуар режиссёра Герберта И. Лидса, который вышел на экраны в 1942 году.
Фильм рассказывает о частном детективе Майкле Шейне (Ллойд Нолан), который при расследовании дела о похищении партии промышленных алмазов с авиационного завода разоблачает банду контрабандистов, поставляющих эти алмазы на военные заводы нацистской Германии.
Это третий из семи фильмов студии Twentieth Century Fox о частном детективе Майкле Шейне, который критики признают одним из лучших в этом цикле.

## Сюжет
Частный детектив Майкл Шейн (Ллойд Нолан) возвращается из командировки, выясняя, что его девушка, хозяйка салона красоты Мерл Гарленд (Мэри Бет Хьюз), выходит замуж за незнакомого красавца Алексиса Фурнье (Иван Лебедефф). По своим каналам Майкл организует арест Алексиса, который, как вскоре выясняется, является мошенником, двоеженцем и шантажистом. Мерл возвращается к Майклу, однако соглашается выйти за него замуж только при условии, если он оставит опасную работу детектива и найдёт себе более спокойный заработок.
Шейн устраивается на работу на авиационный завод Томаса. Формально его зачисляют клепальщиком, однако фактически поручают заниматься вопросами безопасности в свете возможных диверсий в военное время. В момент этого разговора выясняется, что огранщик Вандерхуфен (Стивен Герей), который утром открыл хранилище с алмазами, получил удар по голове и потерял сознание, а поступившая вчера партия промышленных алмазов на сумму 100 тысяч долларов была украдена. Оценив состояние Вандерхуфена, Шейн догадывается, что тот лишь имитировал потерю сознания. Шейн решает проследить за огранщиком, доезжая вслед за ним до компании готового платья Daisy Bell Dress Co., где теряет его след, однако видит, как в компанию заходит спутник Вандерхуфена, который ехал вместе с ним в машине. Выдав себя за богатого коммерсанта из Атланты, Шейн заходит в компанию и просит о встрече с управляющим Рудольфом Хагерманом (Генри Виктор), который в этот момент в подсобном помещении готовит к отправке за рубеж украденную партию алмазов, закладывая их в пуговицы на готовой одежде компании. Вскоре после начала разговора с Шейном Хагермана срочно вызывает Вандерхуфен, сообщая, что таможне стало известно о методе транспортировки алмазов в пуговицах. Хагерман тем не менее решает отправить коллекцию платьев, однако поручает извлечь алмазы и спрятать их внутрь подарочных конфет, упакованных в бутылочки, после чего передаёт их Вандерхуфену. Вернувшись к Шейну, Хагерман быстро сворачивает разговор и выпроваживает его из офиса. Когда Шейн уходит, его замечает Вандерхуфен, сообщая, что тот работает на авиазаводе Томаса. Хагерман заключает, что Шейн наверняка появится снова, и устраивает на него засаду. Действительно, среди ночи Шейн открывает окно на крыше и спускается в складское помещение компании. Увидев конструкцию пуговиц, он догадывается, что они используются для контрабанды. Он также обнаруживает багажную квитанцию, согласно которой следующая партия готового платья будет отправлена в Гонолулу на океанском лайнере «Принцесса Нола». В этот момент появляются вооружённые люди Хагермана, а затем и он сам, однако Шейну удаётся сбежать.
На следующее утро Шейна увольняют с работы после того, как Хагерман жалуется на него Томасу, обвиняя в том, что он незаконно проник в его компанию и суёт нос в его дела. Тем не менее, детектив решает продолжить расследование. Он берёт у Мерл 1000 долларов якобы на оплату аванса за ранчо, которые он мечтали приобрести, а сам приобретает на эти деньги билет на «Принцессу Нолу». На борту лайнера Шейн сталкивается со своей старой знакомой Хелен Шоу (Хелен Рейнольдс), которая после скандального развода сменила имя на Конни Росс. Она открыла в Гонолулу магазин модной одежды, в адрес которого, как выяснил Шейн, и направил свой товар Хагерман. Шейн пытается сблизиться с Конни, чтобы выведать у неё побольше о её бизнесе. К этому же, похоже, стремится и молодой пронырливый красавец Хуан Артуро О’Хара (Джордж Ривз), который знакомится с ними на корабле. Выясняется также, что на борту корабля находится и Хагерман, который передаёт Хелен корзинку, в которой уложены бутылочки с конфетами, и тайно руководит её действиями. Когда Шейн встречается с Хелен, а затем проникает в грузовой отсек, в него дважды кто-то стреляет из пистолета с глушителем, однако оба раза пули проходят мимо. Не зная о том, что Хагерман на борту, Шейн предполагает, что, возможно, на него охотится О’Хара, который может быть связан с контрабандистами. Некоторое время спустя Шейн и О’Хара в поисках контрабанды независимо друг от друга проникают в грузовой отсек корабля, где вступают в драку. О’Хара справляется с Шейном, предъявляя ему удостоверение агента ФБР. После этого Шейн сообщает, что разыскивает алмазы в интересах компании Томаса и они на одной стороне. Заметив их вместе с грузовом отсеке, Хаегрман запирает его и пускает в отсек воду. Это замечает Хелен, которая по телефону сообщает капитану о происходящем. Капитан посылает людей, которые останавливают воду и открывают отсек, спасая Шейна и О’Хару. Когда они выходят, кто-то стреляет в О’Хару, раня его в плечо. В итоге он оказывается в лазарете, сообщая Шейну, что охотится за этой бандой контрабандистов уже полгода, и как раз собирался довести дело до конца. В этот момент приходит сообщение об убийстве, и Шейн вместе с капитаном направляется на место преступления, обнаруживая, что убитым является Хагерман.
Вскоре корабль причаливает в Гонолулу. Во время расставания в порту Шейн, несмотря на возражения Хелен, берёт баночку с конфетами из её корзинки, которую та якобы везёт знакомым. В порту Шейна арестовывает полиция по иску Мерл, которая, как выясняется, тайно отправилась в плавание на «Принцессе Ноле», чтобы проследить за ним. Когда О’Хара подтверждает судье, что Шейн выполняет специальное задание, тот отпускает детектива. В автомобиле по пути в гостиницу Шейн берёт конфету из баночки и пытается её раскусить, обнаруживая, что внутри неё спрятан алмаз. Шейн резко разворачивает машину и приезжает в магазин к Хелен. Она признаётся, что контрабандой вывозила бриллианты, думая, что в Гонолулу их используют для производства ювелирных изделий, но не подозревала, что на самом деле переправляет промышленные алмазы, которые затем доставляются на заводы нацистской Германии. Когда Хелен собирается назвать Шейну имя главаря организации, в неё стреляют. Стрелявшим оказывается корабельный стюард Нэппи (Курт Бойс), который, угрожая Шейну оружием, заявляет, что он и есть главарь нацистской контрабандной организации, переправляющей алмазы. Нэппи говорит, что по его приказу Хагерман пытался убить Шейна, но когда он с этим не справился и стал опасен — Нэппи сам застрелил его. После этого Нэппи собирается застрелить Шейна, однако тому удаётся на мгновение отвлечь внимание преступника, наброситься и схватить его. После этого Шейн приезжает в гостиницу к Мерл, которая, возмущена обманом и поведением Шейна, однако успокаивается, когда он показывает ей газету с заголовком на первой странице, сообщающим, что он разоблачил нацистскую организацию контрабандистов. Мерл прощает Шейна, и они решают подать заявление о вступлении в брак.

## В ролях
- Ллойд Нолан — Майкл Шейн
- Мэри Бет Хьюз — Мерл Гарленд
- Хелен Рейнольдс — Хелен Шоу / Конни Росс
- Джордж Ривз — Хуан Артуро О’Хара
- Стивен Герей — Вандерхуфен
- Генри Виктор — Рудольф Хагерман
- Курт Бойс — Фридрих Гербер, он же Нэппи Дюбуа
- Блоссом Рок — Этель
- Эмметт Воган — Чарли
- Мэй Марш — миссис Берта Тоби
- Фрэнк Орт — мистер Тоби
- Иван Лебедефф — Алексис Фурнье
- Лестер Дорр — носильщик (в титрах не указан)

## Создатели фильма и исполнители главных ролей
Режиссёр фильма Герберт И. Лидс начал свою карьеру в кинематографе в 1932 году как монтажёр, а с 1936 года стал работать как режиссёр, поставив вплоть до 1950 года 22 фильма, среди которых наиболее значимы детективы категории В «Мистер Мото на опасном острове» (1939), «Чарли Чан в городе тьмы» (1939), «Человек, который не хотел умирать» (1942), «Время убивать» (1942) и «Отряд по борьбе с мошенничествами» (1950).
Ллойд Нолан в период с 1940 по 1942 год сыграл роль частного детектива Майкла Шейна в шести фильмах подряд, четыре из которых поставил Лидс (их пятым совместным фильмом была военная драма «Вызывает Манила» (1942)). Среди других заметных киноработ Нолана — мелодрама «Дерево растёт в Бруклине» (1945), криминальная комедия «Лемон Дроп Кид» (1951), приключенческий триллер «Семь волн тому назад» (1957), мелодрама «Пейтон-плейс» (1957) и драма «Шляпа, полная дождя» (1957).
Мэри Бет Хьюз в период с 1939 по 1976 год сыграла в 62 фильмах, среди которых «Вагоны на Запад» (1941) и «Одетый для убийства» (1942) с Ноланом в роли Майкла Шейна, «Чарли Чан в Рио» (1941) «Случай в Окс-Боу» (1942), «Великий Фламарион» (1945), «Небесные всадники» (1949) и «Лазейка» (1954).

## Фильмы о Майкле Шейне
Всего в период 1940—1942 годов студия Twentieth Century Fox произвела семь фильмов о частном детективе Майкле Шейне, роль которого во всех фильмах сыграл Ллойд Нолан. Позднее, в 1946—1947 годах небольшая студия PRC произвела пять собственных фильмов о Майкле Шейне, роль которого исполнил Хью Бомонт. Наконец, в 1960—1961 годах телекомпания NBC создала телесериал о Майкле Шейне (в 32 эпизодах), заглавную роль в котором сыграл Ричард Деннинг.

## История создания фильма
Как отмечает историк кино Хэл Эриксон, «как и большинство фильмов киносериала Twentieth Century Fox о Майкле Шейне, этот фильм основан не на романе о Шейне, написанном создателем образа этого частного детектива, криминальным автором Бреттом Халлидэем».
По информации историка кино Рона Беккера, в основу сюжета этого фильма положен роман Бордена Чейза (англ. Borden Chase) «Синий, белый и идеальный», который публиковался в журнале Argosy в шести частях в период с 18 сентября 1937 года по 23 октября 1937 года, а позднее был издан отдельной книгой под названием «Бриллианты смерти» (англ. Diamonds of Death). Героями этого романа были агент казначейства Смут Кайл и его подруга Гильда Гарленд, которые «ведут охоту на контрабандистов бриллиантами между Нью-Йорком и Гаваной». По словам Беккера, «сюжет романа заметно отличается от сюжета фильма, в частности, в книге нет никакого упоминания о нацистах».
Фильм находился в производстве с 13 октября по 4 ноября 1941 года и вышел на экраны 9 января 1942 года.

## Оценка фильма критикой
Хэл Эриксон полагает, что этот «фильм поддержал высокий уровень детективного киносериала 20th Century Fox о Майкле Шейне».
По мнению Рона Беккера, «это лучший из трёх первых фильмов о Шейне. Он искрится интересным сюжетом и ещё более интересным местом действия на океанском лайнере, следующем на Гавайи» . Беккер отмечает, что это «типичный фильм про Майкла Шейна до того момента, пока действие не переносится на борт океанского лайнера». В то время, как первая часть фильма умеренно интересна, её «тащат вниз жалкие попытки ввести комедийные элементы». В своей второй части «фильм становится существенно лучше. Все глупые шутки исчезают, и появляется юмор, который происходит из умного диалога и взаимодействия персонажей».

## Оценка актёрской игры
Помимо исполнителя главной роли Ллойда Нолана, Рон Беккер отмечает также Мэри Бет Хьюз, сыгравшую также в двух первых фильмах сериала о Майкле Шейне. Хотя, по мнению Беккера, «Хьюз грамотно справляется со своей задачей, однако следует заметить, что её мастерство трудно оценить, так как её роль плохо прописана». Характеризуя остальных актёров, Беккер пишет: «Ривз играет О’Хару неожиданно естественно. На этом этапе своей карьеры Ривз был поразительно красив, и он отлично справляется с ролью. Хелен Рейнольдс играет Конни Росс, и она довольно привлекательна в своей роли… Курт Бойс играет стюарда Нэппи, и он очень хорош. Это была типичная роль для Бойса, который часто играл старших официантов или напыщенных клерков». Однако более всего его помнят по роли карманника в «Касабланке» (1942).